# Unité (parti)
Pour les articles homonymes, voir Unité.
Unité (en letton : Vienotība) est un parti politique letton libéral-conservateur, fondé en 2011 sur la base d'une coalition politique créée en 2010.
Dirigé par le ministre des Finances Arvils Ašeradens, le parti compte dans ses rangs la Première ministre, Evika Siliņa, son prédécesseur à ce poste Arturs Krišjānis Kariņš, ainsi que le commissaire européen Valdis Dombrovskis.

## Historique

### Coalition
Initialement, Unité est une coalition politique, formée le 6 mars 2010 par les partis Nouvelle Ère (JL, libéraux), Union civique (PS, conservateurs) et Société pour une autre politique (SCP, sociaux-libéraux), afin de constituer un contre-poids de centre droit à l'alliance de centre gauche du Centre de l'harmonie (SC) dans la perspective des élections législatives du 2 octobre suivant.
Elle ne comprend pas les partis de l'Alliance nationale qui n'ont pas pu y adhérer.

### Parti politique
La coalition s'est transformée en parti politique le 6 août 2011, portant à sa tête Solvita Āboltiņa.
Dirigée par Ģirts Valdis Kristovskis, élu à la tête du conseil de la coalition le 6 mars 2010, elle présentait le Premier ministre sortant, Valdis Dombrovskis, membre de la JL, comme chef de file électoral. Lors du scrutin, la coalition a remporté 31,2 % des voix et trente-trois députés sur cent à la Saeima, devenant ainsi la première force politique du pays. Le 3 novembre 2010, elle a constitué un gouvernement de coalition avec l'Union des verts et des paysans (ZZS), qui dispose de vingt-deux parlementaires.
Pour les élections législatives anticipées du 17 septembre 2011, Unité est de nouveau emmenée par Valdis Dombrovskis. Le parti n'y remporte que 18,8 % des suffrages et vingt députés, se classant ainsi en troisième position, derrière le Centre de l'harmonie (SC) et le Parti réformateur de Zatlers (ZRP). Pourtant, le 19 octobre Dombrovskis est reconduit par le président Andris Bērziņš, après avoir trouvé un accord avec le ZRP et l'Alliance nationale (NA).
À l'occasion du congrès du 26 novembre 2011, Aigars Štokenbergs est remplacé par Artis Pabriks à la vice-présidence du parti. Un nouveau congrès, réuni le 1er décembre 2012, nomme Artis Kampars au secrétariat général, tout en supprimant les deux vice-présidences.
Alors que le parti connaît de nombreuses difficultés, un congrès extraordinaire est convoqué le 4 juin 2016. L'ancien commissaire européen Andris Piebalgs est élu président d'Unité contre le président du groupe parlementaire Edvards Smiltēns. Il est remplacé le 21 août 2017 par le ministre des Affaires économiques, Arvils Ašeradens.

### Nouvelle Unité
Dans la perspective des élections législatives du 6 octobre 2018, Unité s'associe à quatre partis régionaux et locaux afin de constituer une coalition intitulée « Nouvelle Unité » (Jaunā Vienotība, JV). Bien que la coalition ne remporte que huit mandats à la Saeima et constitue ainsi le plus petit groupe parlementaire de la nouvelle législature, elle prend la tête d'un gouvernement de cinq partis, dirigé par le député européen Arturs Krišjānis Kariņš.

## Présidents
- Solvita Āboltiņa (2011-2016)
- Andris Piebalgs (2016-2017)
- Arvils Ašeradens (depuis 2017)

## Résultats électoraux

### Élections parlementaires
| Année | Députés  | Votes   | %     | Rang | Gouvernement                                    |
| ----- | -------- | ------- | ----- | ---- | ----------------------------------------------- |
| 2010  | 33 / 100 | 301 424 | 31,9  | 1er  | Dombrovskis II                                  |
| 2011  | 20 / 100 | 172 567 | 18,8  | 3e   | Dombrovskis III (2011-2014), Straujuma I (2014) |
| 2014  | 23 / 100 | 199 535 | 21,9  | 2e   | Straujuma II (2014-2016), Kučinskis (2016-2018) |
| 2018  | 8 / 100  | 56 542  | 6,7   | 7e   | Kariņš I                                        |
| 2022  | 26 / 100 | 173 425 | 19,19 | 1er  | Kariņš II (2022-2023), Siliņa (depuis 2023)     |

### Élections européennes
| Année | Députés | Votes   | %    | Rang | Groupe |
| ----- | ------- | ------- | ---- | ---- | ------ |
| 2014  | 4 / 8   | 204 979 | 46,2 | 1er  | PPE    |
| 2019  | 2 / 8   | 124 193 | 26,2 | 1er  | PPE    |